# 영도대교
영도대교(影島大橋, 영어: Yeongdo Bridge)는 부산광역시 영도구 대교동1가와 중구 남포동을 연결하는 교량(다리)이다. 1934년 11월 23일에 길이 약 214.63m, 너비 약 18m로 준공되었다. 개통 당시는 다리 이름이 부산대교였다. 1966년 9월 영도구의 인구증가에 따른 교통량의 증가로 도개를 중단하고 전차궤도도 철거되었다. 1980년 1월 30일 부산대교가 개통되어 영도대교로 이름이 바뀌었다. 그러나 기존의 영도대교가 노후화되면서 안정성이 문제가 되어 기존 다리를 철거하고 도개식 교량으로 복원하였다.

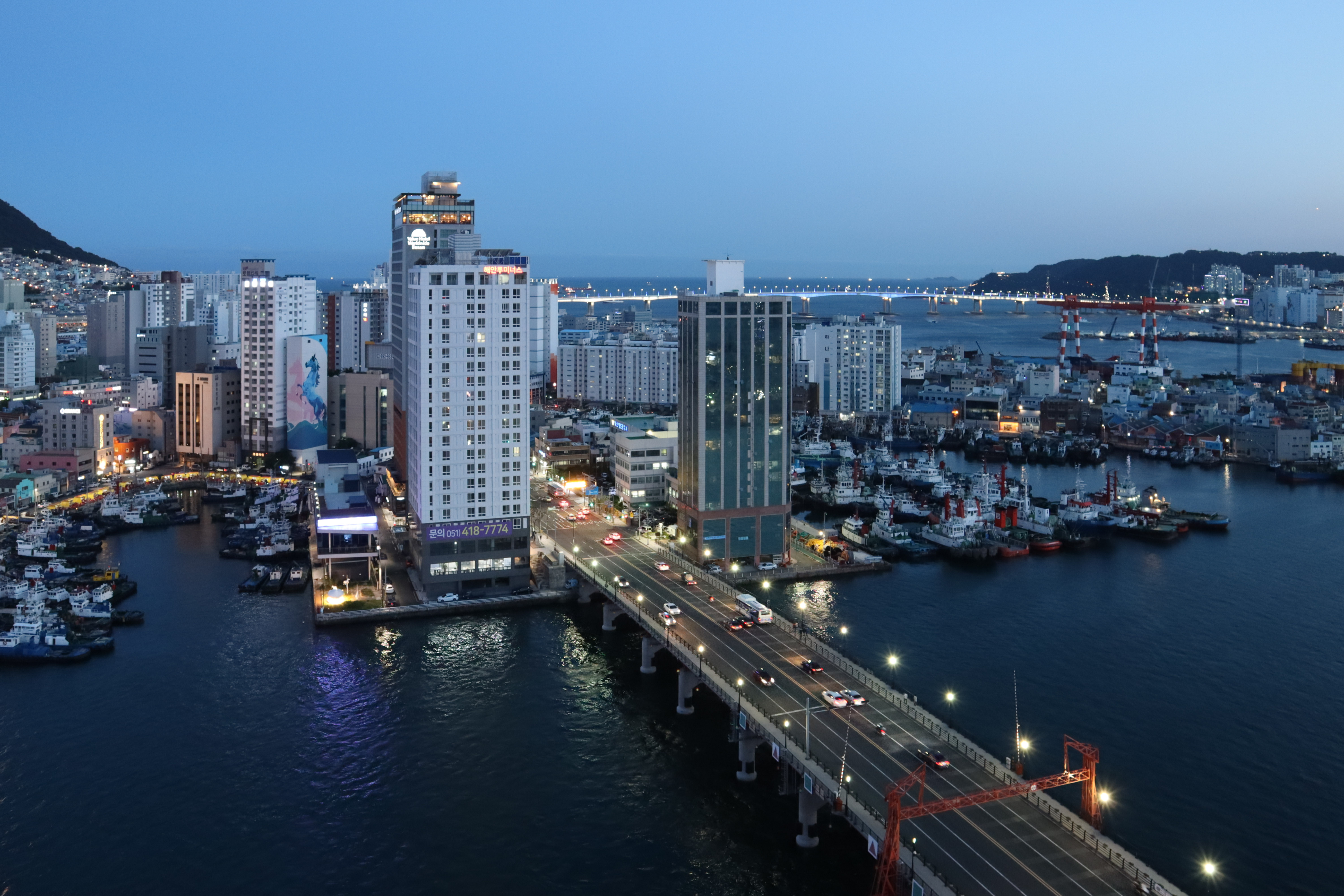

복원된 영도대교는 토요일 매일 오후 12시부터 15분 동안 교량 상판이 들어 올려지는데 이 드는 다리의 길이는 31.3m, 무게는 590톤으로, 2분여 만에 75도 각도로 세워진다. 원래 도개시간은 12시였으나, 2015년 9월부터 도개 시간이 매주 토요일 오후 2시(14:00)으로 변경되었다.

## 역사

### 연혁
- 1931년 착공
- 1934년 11월 23일 영도대교 개통(최초 개통당시는 부산대교)
- 1966년 9월 1일 영도대교 도개 중단, 전차운행 폐지
- 2006년 11월 22일 부산광역시 지정문화재 제56호로 지정
- 2009년 8월 27일 영도대교 차량통제, 임시교량 개통
- 2013년 11월 27일 영도대교 확장 및 복원공사 완료, 영도대교 도개 부활

### 개요

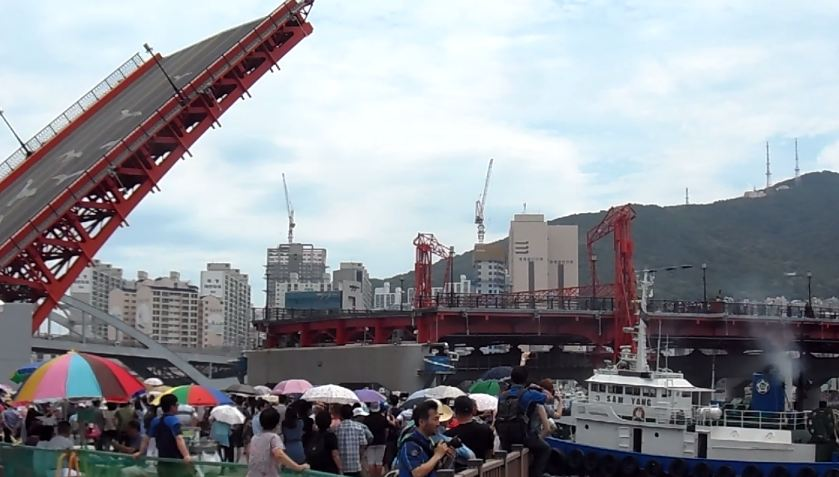
새 영도대교의 도개 장면

영도대교는 부산 최초로 건설된 연륙교이며 한국 최초의 '일엽식 도개교' 형식의 다리이다. 그리고 일제시대와 전쟁의 수탈과 애환 그리고 이산과 실향의 역사가 담겨있는 다리이다. 개통 당시에는 다리가 하늘로 치솟는 신기한 모습을 보기 위하여 부산을 비롯, 인근 김해·밀양 등지에서 6만 인파가 운집했다.
다리가 개통될 당시 육지쪽(중앙동) 다리 31.30m를 하루 2~7차례 들어 올렸으며, 도개속도는 고속(1분 30초), 저속(4분) 2가지가 있었다.
1935년 6월 25일부터는 다리를 들고 닫는 시간을 15분으로 줄였으며, 개통 이후 교통량의 급증으로 도개 횟수를 점차 축소하다가 1966년 도개 중단 직전에는 오전·오후 각 1회씩 여닫았다. 공사비는 착공 당시 360만원이 소요되었다.
1935년 2월부터 영도에 전차가 개통되면서 교량 위로 전차가 다니기도 했으나, 교량이 고정된 이듬해 1967년 5월 2일 폐쇄되었다.
영도대교 부근에는 당시 부산 제일의 명물이었던 도개식 영도대교의 역사적 사실을 전하기 위한 ‘도개식 영도대교 기념비’와 한국 전쟁 당시 피난민들의 애환을 달래주었던 가수 현인의 대중 가요인 ‘굳세어라 금순아’의 시대적 배경을 담아 건립된 ‘현인 노래비’ 등이 있어 지나는 사람들로 하여금 아련한 향수를 느끼게 한다. 2013년 11월 27일 영도 대교가 재개통되면서 도개 시간이 바뀌었다. 토요일 하루 한번으로 다음과 같다.

### 도개시간

#### 과거
| 여는 시간 | 닫는 시간 |
| --------- | --------- |
| 6:00      | 6:20      |
| 8:00      | 8:20      |
| 10:00     | 10:20     |
| 13:00     | 13:20     |
| 15:00     | 15:20     |
| 17:00     | 17:20     |
| 21:00     | 21:20     |

#### 현재
| 여는 시간 | 닫는 시간 |
| --------- | --------- |
| 14:00     | 14:15     |

## 문화재 지정
영도대교(影島大橋)는 2006년 11월 25일 부산광역시의 기념물 제56호로 지정되었다.

### 지정 사유
영도와 부산을 잇는 연육교인 영도대교는 1932년 3월에 착공하여 1934년 11월에 개통된 길이 214.7m, 폭 18.3m의 우리나라 최초의 연육교이다. 하루 총 6회씩 도개하여 부산의 명물로 자리하였고 1966년 9월 증가하는 차량 통행으로 인하여 도개 기능이 멈추게 되었으나, 2013년 11월 27일에 기존 4차선을 6차선으로 복원․개통하여 매일 오후 2시에 도개를 하고 있으며, 부산의 명소로 옛 명성을 다시 찾고 있다.
일제강점기부터 부산시민과 애환을 함께 해 온 영도대교는 8.15해방과 6.25전쟁 이후 생활고에 지친 피난민들이 애환과 망향의 슬픔을 달랬었던 장소였다. 전쟁 당시 영도대교에 가면 친인척을 찾을 수 있을 것이라는 막연한 기대로 영도대교 인근은 피난민으로 가득 메웠고, 이들의 사연을 듣고 상담하는 점집들이 성업하는 등 우리나라 근대사와 함께 해온 구조물인 동시에 근대 부산의 상징적 의미를 갖고 있는 다리이다.
영도대교의 건설은 부산항 물류장 확충과 간선도로의 개설과 함께 근대 부산의도시발달에서 중요한 사업이었다. 특히 영도는 영도대교의 건설로 인하여 부산 도심과 육로로 연결되고 전차가 개통되는 등 도시 성장의 기폭제가 되었다는 점에서 영도구의 도시 발달사를 증언하는 중요한 역사적 장소이다.
영도대교는 교량 뿐 아니라 영도대교를 구성하는 건축물들도 건축적인 가치를 보여주고 있다. 교대의 경우 정교하게 다듬어진 화강석으로 바른 층 쌓기를 하여 교대를 형성하고 모서리 돌은 직사각형 화강석으로 모접기 등을 하는 등 정교한 디테일을 갖고 있다. 아울러 교대 좌우측의 화강석 계단, 교량 입구의 교문주와 난간 등은 영도대교의 구성미를 더욱 돋보이게 하고 있으며, 교량 입구 광장인 다리목광장은 영도대교의 얼굴에 해당하는 공간으로 근대 교량의 형식적 특징을 잘 보여주고 있는 부분이다.
영도대교는 현재 우리나라에 잔존하는 유일한 단엽식 도개교(bascule bridge)로 희소가치가 매우 높은 교량이다. 또한 일반적인 도개교와는 달리 안벽부에 도개장치를 설치하고 있는 등 도개교량의 형식에서도 특이성이 인정되는 등 한국 교량사(토목)에 있어서도 유례가 없어 근대 교량사를 연구하는 데에 대단히 중요한 교량으로 그 보존가치가 매우 높다.

## 영도대교 복원
- 영도대교는 재난 위험 등급 판정을 받아 대형 트럭과 승합차의 통행이 금지되었다가, 부산롯데타운 건설과 함께 해체 복원 공사를 하였다. 복원이 완료되어 왕복 4차로의 도로가 왕복 6차로가 되었으며, 다리의 높이도 더 높아졌다. 40여년 전의 도개 기능도 하루에 1번 오후 2시 정각부터 15분간 하는 것으로 바뀌었다.[5]
- 2009년 8월 27일부터 영도대교 진입차량이 임시교량으로 우회하였다.
- 2010년 6월 구 영도대교를 해체하였다.
- 2013년 11월 27일 영도대교가 복원되어 도개 기능과 함께 부활했다.
- 또한 공사가 완료되면 연면적 1752m2 지상 2층 규모의 전시관을 개관할 계획이 있었으나, 공사는 현재 진행되지 않고 있다.[6]

## 위치
부산 도시철도 1호선 남포역 근처, 중구와 영도구 사이에 있다.
우측에 부산대교가 있고, 부산항과 부산항연안여객터미널이 있고 북측은 북항이 있다.

## 구조
- 부산롯데타운 ~ 부산영도경찰서 : 편도 3차로(왕복 6차로)

## 영화
- 《친구》

## 음악
- 추억의 영도다리 (1958년)

## 같이 보기
- 타워브릿지
- 도개교
- 부산대교